# U-353
U-353 — средняя немецкая подводная лодка типа VIIC времён Второй мировой войны.

## История
Заказ на постройку субмарины был отдан 9 октября 1939 года. Лодка была заложена 30 марта 1940 года на верфи «Фленсбургер Шиффсбау», Фленсбург, под строительным номером 472, спущена на воду 11 ноября 1941 года. Лодка вошла в строй 31 марта 1942 года под командованием оберлейтенанта Вольфганга Рамера.

### Флотилии
- 31 марта — 30 сентября 1942 года — 5-я флотилия (учебная)
- 1 октября — 16 октября 1942 года — 1-я флотилия

### История службы
Лодка совершила один боевой поход, успехов не достигла. Потоплена 16 октября 1942 года после атаки на конвой SC-104, в Северной Атлантике, в районе с координатами 53°54′ с. ш. 29°30′ з. д. глубинными бомбами с британского эсминца HMS Fame (H78). 6 человек погибли, 39 членов экипажа спаслись.

### Волчьи стаи
U-353 входила в состав следующих «волчьих стай»:
- Leopard 8 — 14 октября 1942
- Panther 8 — 14 октября 1942